# 午後は一気に!サタデーたかじん
『午後は一気に!サタデーたかじん』は、朝日放送（ABCラジオ）で1987年10月から1988年3月まで放送されていたラジオ番組。

## 概要
- 1985年10月から1987年9月まで放送されていた『聞けば効くほどやしきたかじん』のテイストを受け継いだ内容である。
- 番組は半年で終了し、金曜日の『金曜スペシャル・たかじんのぶっつけ本番』に移行した。

## 出演者
- やしきたかじん
- 宮根誠司 - ABCアナウンサー（当時）